# Avro 621 Tutor
Avro 621 Tutor – brytyjski dwupłatowy samolot szkolno-treningowy opracowany w 1929 roku w wytwórni Avro.

## Historia

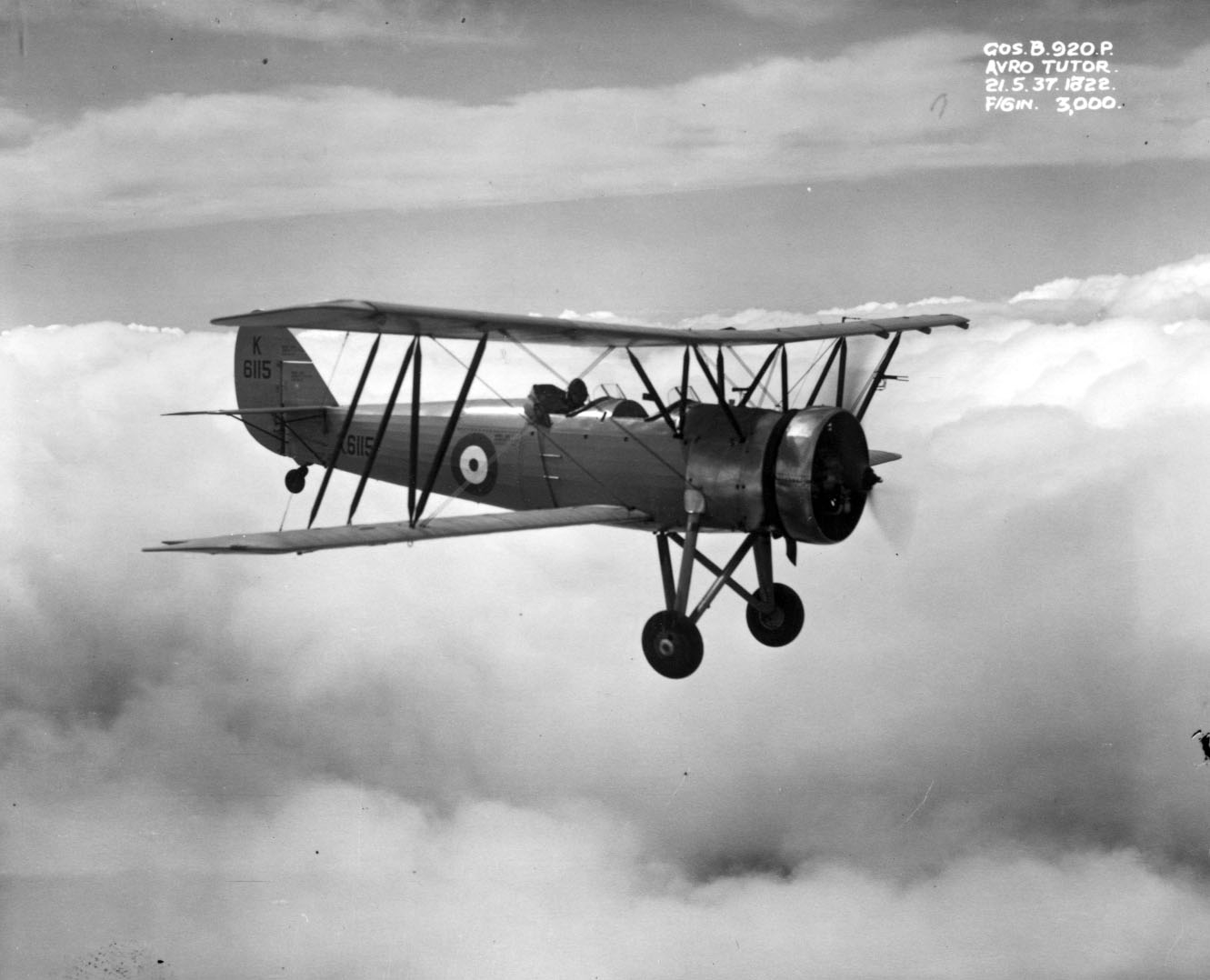
Tutor w locie, 1937

W 1929 roku w brytyjskiej wytwórni lotniczej Avro opracowano projekt dwumiejscowego samolotu szkolno-treningowego w układzie dwupłatu, zdolnego do wykonywania akrobacji lotniczych. Prototyp został oznaczony jako Avro 621 i został oblatany jesienią 1929 roku z cywilnymi znakami rejestracyjnymi G-AAKT. Prototyp był napędzany 5-cylindrowym silnikiem gwiazdowym Amstrong-Siddeley Mongoose IIIA o mocy 155 KM (115 kW). Samolot miał konstrukcję metalową krytą płótnem. Kabiny ucznia i instruktora były odkryte, usytuowane jedna za drugą, od przodu osłonięte wiatrochronem. Podczas prób w locie prototyp zachowywał się doskonale, także w czasie akrobacji lotniczych.
W dniu 7 stycznia 1930 roku komisja ministerstwa lotnictwa zatwierdziła samolot do produkcji seryjnej. Royal Air Force (RAF) od razu zamówił 11 samolotów tego typu, a potem jeszcze 10 do testów w szkołach lotniczych. Pierwszy samolot seryjny wyprodukowano w połowie 1930 roku. Testy samolotu wypadły pomyślnie. RAF zaproponował jednak aby samolot wyposażyć w silnik o większej mocy. Zgodnie z tym życzeniem zbudowano drugi prototyp oznaczony jako Avro 621 K-4 napędzany 7-cylindrowym silnikiem gwiazdowym Armstrong-Siddeley Lynx IV. W trakcie prób prototyp potwierdził swoje właściwości i po testach porównawczych z innymi samolotami szkolnymi został uznany za najlepszy i pod oznaczeniem Avro 621 Tutor został wprowadzony do RAF jako podstawowy samolot szkolno-treningowy do nauki pilotażu i figur akrobacji.
W 1934 roku samolot Avro 621 Tutor został wystawiony na Salonie Lotniczym w Paryżu, gdzie zyskał opinię jednego z najbardziej udanych samolotów szkolno-treningowych. Wtedy też zamówiło te samoloty kilka państwa: Irak – 3 sztuki, Chiny – 6 sztuk, Grecja – 30 sztuk, Kanada – 7 sztuk, Dania – 3 sztuki i Afryka Południowa – 2 sztuki. Dwa ostatnie państwa Dania i Południowa Afryka zakupiła także licencję na ich budowę.
W latach 1935–1936 wyprodukowano także wersję dla lotnictwa obrony wybrzeża oznaczoną jako Avro 621 Sea Tutor w ilości 15 sztuk, były one wyposażone w pływaki.
Ogółem wytwórnia Avro wyprodukowała 481 samolotów Avro 621 Tutor, z tego 417 dla RAF, 11 dla brytyjskich cywilnych szkół rolniczych oraz 53 na sprzedaż za granicę. Ponadto na licencji w Południowej Afryce zbudowano 51 samolotów tego typu a w Danii – 3.

## Użycie w lotnictwie
Samoloty Avro 621 Tutor od 1930 roku systematycznie wprowadzane do jednostek lotniczych RAF i szkół lotniczych, znalazło się tam 363 tych samolotów, ponadto 15 samolotów Avro 621 Sea Tutor  weszło w skład jednostek lotniczych obrony wybrzeża. Samoloty te były używane w szkołach lotniczych i jednostkach treningowych RAF jeszcze na początku II wojny światowej.
Także w innych państwach samoloty te były używane do początku II wojny światowej, a w 1941 roku w Grecji użyto ich do działań bojowych.

## Użycie w lotnictwie polskim
Licencję na produkcję samolotu Avro 621 Tutor zakupiła również w 1934 roku polska misja wojskowa na czele z mjr. pil. Bolesławem Stachoniem, ówczesnym komendantem Lotniczej Szkoły Strzelania i Bombardowania w Grudziądzu. Zakupiono też jeden egzemplarz tego samolotu. Dokumentację  licencyjną opracowano w Podlaskiej Wytwórni Samolotów (PWS)  zespół pod kierownictwem inż. Antoniego Uszackiego w 1935 roku. W samolocie tym zastosowano płaty o konstrukcji drewnianej, zmieniono też kształt skrzydeł i podwozie z brytyjskiego na polskie produkowane w PZL oraz zastosowano w nim silnik polskiej produkcji. Tak zmodernizowany samolot oznaczono jako PWS-18. Natomiast zakupiony samolot Avro 621 Tutor służący początkowo jako wzorzec w wytwórni PWS, został przekazany jako eksponat szkolny do Szkoły Podchorążych Lotnictwa – Grupa Techniczna na lotnisku mokotowskim w Warszawie.
Podczas II wojny światowej polscy piloci zetknęli się z samolotami Avro 621 Tutor w Wielkiej Brytanii na przełomie lat 1939 – 1940. Odbywali na nich loty szkolne i kontrolne w różnych ośrodkach szkolnych RAF. W 1941 roku w Centralnej Szkole Lotniczej nr 1 w Upawon na samolotach tego typu szkoliła się duża grupa pilotów polskich dywizjonów lotniczych.

## Opis konstrukcji
Samolot Avro 621 Tutor był dwumiejscowym samolotem szkolno-treningowym w układzie dwupłata o konstrukcji metalowej krytej płótnem. Podwozie klasyczne – stałe. Napęd silnik gwiazdowy.